# Braulino Basílio Maia Filho
Braulino Basílio Maia Filho, também conhecido como Garon Maia,  (Passos - Araçatuba, 16 de junho de 2019) foi um pioneiro e um dos maiores pecuaristas do Brasil. Foi responsável pela abertura de mais de 50 fazendas.. Era irmão de Tião Maia.Seu pai, Lico Maia, também era pecuarista e passou seu dom ao filho, Lico era arrendador de terras e vendia gado soltando os na estrada para serem vendidos em Araçatuba e depois Garon fez o mesmo.
Viveu grande parte de sua vida na Fazenda Iviporã em Rondônia.Discreto, preferia a vida simples rural, diferente de seu irmão Tião que gostava de festas e muito glamour.